# Saint-Trojan
Saint-Trojan é uma comuna francesa na região administrativa da Nova Aquitânia, no departamento da Gironda. Estende-se por uma área de 3,06 km². Em 2010 a comuna tinha 352 habitantes (densidade: 115 hab./km²).